# 松田站
- 關於朝鮮民主主義人民共和國內屬於北朝鮮國有鐵道的松田站，請見「松田站 (兩江道)」。

松田站（日语：／ Matsuda eki */?）是一個位於日本神奈川縣足柄上郡松田町松田惣領，屬於東海旅客鐵道（JR東海）、日本貨物鐵道（JR貨物）御殿場線的鐵路車站。車站編號為CB04。

## 車站構造
2面3線的地面車站。構內北側為側式月台1面1線，構內南側為島式月台1面2線。側式月台南側的1號月台，島式月台北側為2號月台，同一個島式月台南側為3號月台，1號月台為上行本線，3號月台為下行本線。
| 月台 | 路線     | 方向 | 目的地                      | 備註         |
| ---- | -------- | ---- | --------------------------- | ------------ |
| 1    | 御殿場線 | 上行 | （ 小田急小田原線）新宿方向 | 特急富士山號 |
| 1    | 御殿場線 | 下行 | 御殿場方向                  | 特急富士山號 |
| 2    | 御殿場線 | 上行 | 國府津方向                  | 普通         |
| 3    | 御殿場線 | 下行 | 御殿場、沼津方向            | 普通         |

（來源：JR東海:車站構內圖 （页面存档备份，存于））

## 使用情況
根據「山北町統計書」，2017年度（平成29年度）的1日平均上車人次為3,298人。另外根據「神奈川県統計年鑑」，2017年度（平成29年度）的各年上車人次為1,203,898人。近年有減少傾向。
近年的推移如下表。
| 上車人次推移       | 上車人次推移    | 上車人次推移 |
| 年度               | 1日平均上車人次 | 年間上車人次 |
| ------------------ | --------------- | ------------ |
| 1997年（平成09年） | 4,679           |              |
| 1998年（平成10年） | 4,437           |              |
| 1999年（平成11年） | 4,292           |              |
| 2000年（平成12年） | 4,241           |              |
| 2001年（平成13年） | 4,088           | 1,492,086    |
| 2002年（平成14年） | 3,958           | 1,444,680    |
| 2003年（平成15年） | 3,923           |              |
| 2004年（平成16年） | 3,854           |              |
| 2005年（平成17年） | 3,825           |              |
| 2006年（平成18年） | 3,839           | 1,401,244    |
| 2007年（平成19年） | 3,842           | 1,406,353    |
| 2008年（平成20年） | 3,832           | 1,398,858    |
| 2009年（平成21年） | 3,710           | 1,354,069    |
| 2010年（平成22年） | 3,634           | 1,328,589    |
| 2011年（平成23年） | 3,330           | 1,218,775    |
| 2012年（平成24年） | 3,315           | 1,210,000    |
| 2013年（平成25年） | 3,380           | 1,233,522    |
| 2014年（平成26年） | 3,319           | 1,211,566    |
| 2015年（平成27年） | 3,318           | 1,214,561    |
| 2016年（平成28年） | 3,316           | 1,210,238    |
| 2017年（平成29年） | 3,298           | 1,203,898    |

## 相鄰車站
※特急「富士山」的相鄰停靠站參見列車條目。
東海旅客鐵道（JR東海）
 御殿場線
相模金子（CB03）－松田（CB04）－東山北（CB05）

### 使用情況
1日平均上車人次（山北町統計書）
1. 1 2   (PDF). 山北町: 7. 2020-02  [2020-03-16]. （原始内容存档 (PDF)于2020-11-08）.
2. 1 2 3 4 5 6 7 8 9   (PDF). 山北町: 7. 2008-03  [2019-07-02]. （原始内容 (PDF)存档于2019-07-02）.
3. 1 2 3 4 5 6 7 8 9 10 11   (PDF). 山北町: 7. 2019-02  [2019-07-02]. （原始内容 (PDF)存档于2019-07-02）.

各年上車人次（神奈川縣統計年鑑）
1. 1 2 3   (PDF). 県勢要覧2018（平成30年度版）. 神奈川県: 222. 2018  [2019-04-17]. （原始内容 (PDF)存档于2019-07-02）. 外部链接存在于|work= (帮助)
2. 1 2   (PDF). 県勢要覧の過去のデータ. 神奈川県: 222. 2001  [2019-07-02]. （原始内容 (PDF)存档于2019-07-02）. 外部链接存在于|work= (帮助)
3. 1 2   (PDF). 県勢要覧2008（平成20年度版）. 神奈川県: 230. 2008  [2019-07-02]. （原始内容 (PDF)存档于2019-07-02）. 外部链接存在于|work= (帮助)
4. 1 2   (PDF). 県勢要覧2010（平成22年度版）. 神奈川県: 238. 2010  [2019-07-02]. （原始内容 (PDF)存档于2019-07-02）. 外部链接存在于|work= (帮助)
5. 1 2   (PDF). 県勢要覧2012（平成24年度版）. 神奈川県: 234. 2012  [2019-07-02]. （原始内容 (PDF)存档于2016-03-02）. 外部链接存在于|work= (帮助)
6. 1 2   (PDF). 神奈川県: 238. 2014  [2015-12-01]. （原始内容 (PDF)存档于2015-06-29）.
7. 1 2   (PDF). 神奈川県: 246. 2016  [2017-05-18]. （原始内容 (PDF)存档于2017-08-01）.

## 外部連結
- 松田 - 東海旅客鐵道